# Plagodis ijimai
Plagodis ijimai är en fjärilsart som beskrevs av Inoue 1954. Plagodis ijimai ingår i släktet Plagodis och familjen mätare. Inga underarter finns listade i Catalogue of Life.